# ゼルモ・ビーティ
ゼルモ・ビーティ (Zelmo Beaty, 1939年10月25日 - 2013年8月27日) は1960年代のアメリカバスケットボール界で活躍した元バスケットボール選手。テキサス州ヒリスター出身。NBAではセントルイス・ホークスの中心選手としてプレイし、ABAではユタ・スターズでリーグを代表する選手としてABAオールタイムチームにも選ばれた。2013年8月27日、73歳で亡くなった。

## 経歴
ウッドヴィル高校卒業後、プレーリー・ビュー農工大学に進学。チームのエースとして活躍し、1年目には25.4得点14.1リバウンド、2年目には24.5得点20.1リバウンドを記録し、以後3年連続で平均20得点20リバウンド以上を達成した。大学通算成績は24.7得点19.4リバウンド、フィールドゴール成功率65.5%だった。

### NBA, ホークス
1962年のNBAドラフトで全体3位指名を受けてセントルイス・ホークスに入団。ルーキーイヤーから即戦力として活躍し、10.2得点8.3リバウンドを記録してオールルーキー1stチームに選出された。その後も順調な成長を見せ、ホークスの中心選手だったボブ・ペティットやクリフ・ヘイガンらに代わってチーム内で台頭。4年目の1965-66シーズンには得点とリバウンドでチーム1位となる20.7得点13.6リバウンドを記録してチームのエースに成長すると共に、オールスターにも初出場を果たした。
以後ビーティは毎シーズン平均20得点10リバウンド以上を稼ぎ出す大黒柱として活躍。ホークスはペティットやヘイガンらの引退で一時上位争いから撤退するも、ルー・ハドソンやジョー・コールドウェルらが入団すると1967-68シーズンには56勝をあげて強豪として返り咲いた。ビーティ自身はホークスがセントルイスからアトランタに本拠地を移した1968-69シーズンには、NBAにおけるキャリアハイとなる21.5得点11.1リバウンドを記録している。
ビーティは選手として全盛期を迎えていたが、このシーズンのオフに契約問題でホークスを去ることになり、ABAのユタ・スターズに移籍することになった。この頃のNBAとABAは選手を巡って壮絶な引き抜き合戦を行っていたが、ビーティはリック・バリーらと共にNBAからABAに移籍したビッグネームの一人だった。

### ABA, スターズ
契約問題のため1969-70シーズンはプレイできなかったが、1970-71シーズンからスターズに入団。スターズではリーグを代表するセンターとして活躍し、1年目には22.9得点15.7リバウンド、リーグ1位となるフィールドゴール成功率55.5%を記録し、オールABA2ndチームにも選ばれた。ビーティの加入でスターズは前季の43勝から57勝をあげる躍進を見せ、プレーオフではファイナルでケンタッキー・カーネルズを破って初優勝を果たした。プレーオフ期間中23.2得点14.6リバウンドをあげたビーティはプレーオフMVPに選ばれた。
2年目の1971-72シーズンにNBA、ABA通じてのキャリアハイとなる23.6得点13.2リバウンドを記録してを境に、ビーティの成績は下降線を辿り始める。スターズでは4シーズンプレイし、1974-75シーズンにNBAに戻り、ラストシーズンをロサンゼルス・レイカーズで過ごした。
NBA/ABA通算成績は12シーズン889試合の出場で、15,207得点9,665リバウンド、平均17.1得点10.9リバウンドだった。

## 主な業績
- NBAオールスターゲーム出場：1966年, 1968年
- NBAオールルーキー1stチーム：1963年
- ABAオールスターゲーム出場：1971年－1973年
- オールABA2ndチーム：1971年, 1972年
- ABAファイナル制覇：1971年
- ABAプレーオフMVP：1971年
- ABA オールタイムチーム